# Интернет-травля
Интерне́т-тра́вля, или кибертра́вля, — намеренные оскорбления, буллинг, травля, угрозы, диффамации и сообщение другим компрометирующих данных с помощью современных средств коммуникации, как правило, в течение продолжительного периода времени. Часть киберкультуры.
Для обозначения явления также используются англицизмы кибермо́ббинг (от англ. Cyber-Mobbing), интернет-моббинг (Internet-mobbing), кибербуллинг (cyberbullying), троллинг (trolling — «ловля»), флейм (flame — «пламя»).
Травля осуществляется в информационном пространстве через информационно-коммуникационные каналы и средства. В том числе в Интернете посредством электронной почты, программ для мгновенного обмена сообщениями (например, ICQ) в социальных сетях, на форумах, а также через размещения на видеопорталах (YouTube, Vimeo и других) компрометирующих видеоматериалов и сообщений (как правило, с обсценной лексикой) либо посредством мобильного телефона (например, с помощью SMS-сообщений или надоедливых звонков).
Лица, совершающие данные хулиганские действия, которых часто называют «тролли», «булли» или «мобберы», часто действуют анонимно — так, что жертва не знает, кто совершает агрессивные действия.

## Основные отличия травли в интернете от «традиционной» травли
Обычно под травлей понимают агрессивное преследование одного из членов коллектива со стороны другого, но также часто группы лиц.
В широком смысле травля представляет собой систематическое, повторяющееся в течение длительного времени третирование, оскорбление, унижение достоинства другого человека, например, в школе, на рабочем месте, в тюрьме, через Интернет и так далее. Типичные действия, осуществляемые при травле, — это распространение заведомо ложной информации (слухов и сплетней) о человеке, насмешки и провокации, прямые оскорбления и запугивание, социальная изоляция (бойкот и демонстративное игнорирование), нападки, ущемляющие честь и достоинство человека, причинение материального или физического вреда.
К формам психологического давления, присущего традиционной травле, добавляются возможности всемирной паутины, благодаря чему она приобретает следующие функции:
- Круглосуточное вмешательство в личную жизнь. Травля не имеет временного или географического ограничения. Нападки не заканчивается после школы или рабочего дня. Киберхулиган круглосуточно имеет прямой доступ через технические средства к жертве: мобильный телефон или профиль в социальных сетях и электронную почту. Благодаря постоянным номерам и учётным записям жертва не защищена от нападок и дома. С другой стороны, не очень настойчивого и способного хулигана можно занести в чёрные списки и помечать его сообщения как спам.
- Неограниченность аудитории, быстрота распространения информации. Сообщения или изображения, пересылаемые электронными техническими средствами, очень трудно контролировать, как только они оказались онлайн. Например, видео легко копируются с одного интернет-портала на другой. Поэтому размер аудитории и поле распространения кибермоббинга гораздо шире «обычной» травли. Тот контент, о котором уже давно забыли, может вновь попасть на глаза общественности, и жертве будет трудно его нейтрализовать.
- Анонимность преследователя. Киберпреступник не показывает себя своей жертве, может действовать анонимно, что обеспечивает ему — пусть и кажущуюся — безопасность и нередко увеличивает срок его негативной «киберактивности». Незнание жертвой, кем является тот, «другой», кто её третирует, может запугать её и лишить покоя[6].

## Жертвы интернет-травли
Дети, которые стали жертвами травли в Интернете, как правило, уже ранее были её жертвами в реальной жизни. В большинстве случаев основной удар преследователя приходится на внешний вид, на «аватар» подростка или взрослого (например, слишком худой или слишком толстый и так далее).
Основное количество жертв и их преследователей приходится на возраст между 11—16 годами — пубертатный период, характеризующийся высокой чувствительностью к любым оскорблениям, слухам и социальным неудачам.
Это не играет роли, научены ли подростки обращаться с конфликтами, уметь выходить из конфликтной ситуации, активно обороняться или имеют широкий круг друзей, которые могут их поддержать. В действительности мы наблюдаем, что наиболее социально адаптированные и приспособленные ученики, которые избегают конфликтов, очень легко могут стать целью кибермоббинга. Терапия при сложных нарушениях может длиться около 3 месяцев. Основная цель терапии — заново помочь создать положительное социальное окружение, в котором дети себя будут чувствовать полноценно, освободить их от цепей социальной изоляции. Длительное воздействие на ребёнка кибертеррора приводит к сильному нарушению его самооценки и чувства собственного достоинства. …Ужасающее воздействие такого нового феномена, как кибермоббинг, вызвало к жизни различные общественные и государственные инициативы для поддержки развития у детей медиакомпетенций и запуска превентивных проектов, направленных против кибермоббинга. Так в 2009 году в Евросоюзе была запущена «Safer Internet Programme», в которой участвуют 26 стран ЕС.Иоахим Вальтер (Joachim Walter) детский психиатр Гамбург
Зачастую жертвы не могут получить адекватную помощь от родителей или учителей, так как до сих пор последние не владеют опытом и знанием о данной проблематике.

## Преследователи
В осуществлении преследований участвует примерно равное количество мальчиков и девочек. Исследование 2017 года показало, что 38 % из опрошенных людей сами когда-либо занимались травлей в Интернете, а 40 % из них воспринимали данное действие как шутку, проделку.

## Формы травли по классификации Нэнси Виллард (Willard, 2007)
- Оскорбление (англ. Flaming). Как правило, происходит в открытом публичном пространстве Интернета посредством оскорбительных комментариев, вульгарных обращений и замечаний.
- Домогательство (англ. Harassment). Целенаправленные, систематические кибератаки от незнакомых людей, пользователей социальных сетей, людей из ближайшего реального социального окружения[8].
- Очернение и распространение слухов (англ. Denigration). Намеренное выставление жертвы в чёрном свете с помощью публикации фото- или видеоматериалов на Интернет-страницах, форумах, в новостных группах, через электронную почту, например, чтобы разрушить дружеские отношения или отомстить экс-подруге[8].
- Использование фиктивного имени (англ. Impersonation). Агрессор намеренно выдаёт себя за другого человека, используя пароль жертвы, например, для того, чтобы оскорбить учителя[8].
- Публичное разглашение личной информации (англ. Outing and Trickery). Распространение личной информации, например интимных фотографий, финансового положения, рода деятельности, с целью оскорбить или шантажировать, например, экс-партнера.
- Социальная изоляция (англ. Exclusion). Отказ общаться (как на деловом, так и на неформальном уровне), исключение из Instant-Messenger’a группы или игрового сообщества и так далее.
- Продолжительное домогательство и преследование (англ. Cyberstalking). Систематическое (сексуальное) преследование кого-либо, сопровождающееся угрозами и домогательствами[8].
- Открытая угроза физической расправы (англ. Cyberthreats). Прямые или косвенные угрозы убийства кого-либо или причинения телесных повреждений.

## Причины травли
- Страх: чтобы не стать жертвой травли, чаще примыкают к активной, предположительно сильной группе коллектива.
- Завоевание признания: потребность «выделиться», быть на виду, завоевать влияние и престиж в группе.
- Межкультурные конфликты: национальные различия в культуре, в традициях, в языке, нетипичная внешность.
- Скука: например, от скуки негативно прокомментировать чью-либо фотографию.
- Демонстрация силы: потребность показать своё превосходство.
- Комплекс неполноценности: возможность «уклоняться» от комплекса или проецировать его на другого. Большая вероятность стать причиной насмешек из-за чувства своей ущербности.
- Личностный кризис: разрыв любовных отношений, дружбы, чувство ненависти и зависти, неудачи, провалы, ошибки.
- Разжигание межнациональной розни.

## Интернет-травля в учебном заведении
Учителям не всегда просто удаётся вовремя обнаружить случаи интернет-травли в школе на этапе их возникновения. Как правило, учителя узнают о случае травли достаточно поздно, на этапе эскалации конфликта. Упреждающие меры по узнаванию кибертеррора в школе могут способствовать смягчению конфликта и препятствуют его распространению.
Возможные признаки интернет-травли в школе:
- Анонимность «почтового ящика». Ученики с помощью своего почтового ящика получают возможность осуществлять травлю анонимно. Необходимо учитывать тот факт, что эти анонимные почтовые ящики могут быть использования для травли других учеников.
- Ухудшение психологического климата в классе. Если отношения между учениками в классе всё чаще приобретают недружественный характер, увеличивается частота конфликтов, то это способствует развитию травли.
- Разрыв дружественных связей между учениками.
- Школьные мероприятия. Во время различных школьных мероприятий (экскурсионных поездок, праздников, конкурсов, спортивных состязаний) становится видно, насколько сплочён классный коллектив, становится осязаемой «линия надлома» межличностных отношений внутри класса.

## Симптомы, проявляющиеся у жертв интернет-травли
- Ухудшение показателей здоровья. Сюда могут относиться такие симптомы, как головная боль, боль в животе, проблемы со сном, подавленное настроение[11].
- Изменение поведения. Сигналом для тревоги может послужить неожиданная замкнутость и закрытость ученика, снижение успеваемости в школе, отстранённость от реального мира, частое пребывание в мире фантазий и в мире онлайн-игр.
- Пропажа личных вещей ученика. Неожиданное исчезновение любимых вещей ученика и денег, которое легко могут заметить родители.
- Недооценка серьёзности и умаление значения кибертеррора. Жертвы травли на первом этапе общения со взрослыми зачастую скрывают случаи кибертравли, которые осуществляют с ними другие ученики, или умаляют их значении в глазах взрослых. Если есть серьёзные подозрения на наличие кибертеррора, необходимо провести повторную беседу с учеником и усилить наблюдение за ним.

## Защита от интернет-травли
Как только кто-то становится жертвой травли, к нему сразу приходит ощущение полной беспомощности. Словесные аргументы или просьбы оставить в покое не имеют шансов в борьбе с анонимной кибермоббинг-группой. Кибермоббингу подвергаются даже блогеры. Низкая самооценка жертвы обостряет ситуацию отчаяния и беспомощности. Оставшись «наедине» с преследователем, трудно ожидать помощи или поддержки со стороны: если негативное видео попало в сеть, то за короткий период времени оно наберёт большое количество просмотров. Следствием может стать незамедлительная социальная стигматизация жертвы.
Родители должны подробно расспросить ребёнка о случившемся прецеденте травли и информировать о нём школу. Взрослые могут также помогать детям и подросткам в противостоянии кибертеррору: например, могут сообщить полиции, выступить в качестве медиатора в разрешении конфликта.
Если кибербуллинг переходит в реальные угрозы или причиняет существенный вред жертве, стоит подать заявление в полицию. Чтобы заявление было принято, нужно собрать доказательства:
- Скриншоты сообщений и комментариев, которые фиксируют проявления агрессии и подтверждают факты оскорблений или угроз.
- Ссылки на страницы и профили агрессора.
- Записи видеозвонков или аудиофайлы (если угрозы поступали голосом)[13].

## Международный опыт борьбы с интернет-травлей

### Восточная Азия
Южная Корея
В 2007 году разработала законопроект, направленный на борьбу против травли в Интернете.

### Европа
Франция
В мае 2011 года министр образования Франции совместно с поддержкой Facebook постановила: преследователи должны быть идентифицированы и при определённых обстоятельствах освобождены от занятий или исключены из школы. Учителя обязаны вести учёт контента блогов.
Германия
В Германии кибермоббинг не имеет собственной объективной стороны преступления, но тем не менее отдельные его стороны наказуемы. Кибермоббинг в Германии причисляется к деликту — частному или гражданско-правововому проступку, который влечёт за собой высшее наказание для взрослых до 10 лет. Подростки, как правило, подвергаются меньшему наказанию — до 5 лет ареста или принудительным исправительным работам. Существует закон о «защите прав молодого поколения», в котором существуют параграфы, регулирующие использование медиа.

### США
В США в 2009 году прецедент кибербуллинга (кибермоббинга в английском написании) даже со смертельным исходом не попал под существующее законодательство. Федеральный судья США снял обвинение с пятидесятилетней матери, так как она была зарегистрирована не под своим именем. По мнению судьи, она не смогла разобраться в многочисленных пунктах условия договора присоединения, прочла его невнимательно и подписала.
Вместе со своей тринадцатилетней дочерью она под фальшивым профилем осуществляла третирование знакомой своей дочери в социальной сети MySpace, что привело к суициду последней.
В штате Миссури в 2008 году был введён закон против кибермоббинга, который был вызван самоубийством подростка, имевшим широкий общественный резонанс.
В штате Нью-Джерси в результате суицида одной студентки были приняты строгие законы против моббинга в школе и в высших учебных заведениях.

Весной 2011 года в Белом доме в Вашингтоне состоялась антимоббинг-встреча на высшем уровне. На встрече представители Facebook объяснили, что в будущем планируют создать отдел медиации по спорам.

### Россия
В России отсутствует законодательная база, определяющая преследователей и жертв травли. Но гражданская инициатива и социальные службы, понимая проблему травли в учебных заведениях, уже начали работу по консультированию и открыли телефон горячей линии при Комитете по социальной политике города Санкт-Петербург правительства Санкт-Петербурга РФ — (812) 387-4211 — круглосуточно.
Также существует группа в социальной сети ВКонтакте «Анти-КиберМоббинг» (Anticybermobbing), в которой можно получить консультацию в реальном времени.
В Москве существует бесплатная служба телефонного и онлайн-консультирования для детей и взрослых по проблемам безопасного использования интернета «Дети онлайн» — 8-800-25-000-15 с 9 до 18 МСК по рабочим дням. На Линии помощи профессиональную психологическую и информационную поддержку оказывают психологи факультета психологии МГУ имени М. В. Ломоносова и Фонда Развития Интернет.

#### День борьбы с кибербуллингом
В 2019 году компания Mail.ru Group провела социологическое исследование, посвящённое проблеме агрессии в интернете, и выступила с инициативой проведения ежегодного Дня борьбы с кибербуллингом.
В ноябре 2020 года сервис объявлений Юла провёл опрос среди своих пользователей. Выяснилось, что около 95 % пользователей считают вежливость главным качеством собеседника при заключении сделки на сайте, а 69 % отметили, что необоснованная агрессия их пугает. Кроме того, для 71 % опрошенных неприемлема нецензурная лексика со стороны продавца.
Социальная сеть Одноклассники в сентябре 2020 года инициировала чемпионат по разработке программного решения для определения злонравных комментариев. Созданный в рамках чемпионата алгоритм будет передан некоммерческим организациям и СМИ.
В 2023 году команда ВКонтакте разработала уникальную нейросеть, которая способна автоматически распознавать ругательства, оскорбления и другие негативные высказывания в комментариях и скрывать их в отдельном блоке.

## Кибермоббинг в кино
- Кибертеррор (2011)
- Как я дружил в социальной сети (2011)
- Молчание до гроба (2012)
- Кибертеррор (2015)
- Убрать из друзей (2015)